# بورچکا
بورچکا (به ترکی استانبولی: Borçka) شهری است در کشور ترکیه که در استان آرتوین واقع شده‌است. جمعیت این شهر بر اساس سرشماری سال ۲۰۰۸ میلادی در حدود ۱۰٬۴۸۱ نفر و بر اساس برآوردهای سال ۲۰۰۹ میلادی در حدود ۱۰٬۵۲۹ نفر می‌باشد.